# 옵피콘
옵피콘(Opfikon, 독일어 발음: [ˈɔpfikoːn] ; 현지 스위스 독일어 방언 :[ˈopfikxə])은 스위스 취리히주 뷜라흐구에 위치한 자치체 이름이다.

## 지리
옵피콘은 취리히 공항 근처 글라트 계곡의 취리히시 북동쪽에 위치하고 있어 취리히 광역권역에 있다. 취리히 운터란트(Zürcher Unterland)로 알려진 지역에 속하기 때문에 풍경은 다소 평평한다. 가장 낮은 지점은 해발 481m인 하르트숲에서 가장 높은 륌랑 코무네와의 경계에서 해발 420.4m이다. 시 영토의 37%는 정착지, 17%는 목재, 27%는 농경지로, 17.6%는 교통 기반 시설, 1.2%는 수역으로 구성되어 있다.

## 역사
현재 시정촌은 두 개의 정착지로 거슬러 올라간다. 그중 하나는 글라트강 바로 옆에 위치한 옵피콘 자체이며, 반대편에는 오버후젠이 있다. 글라트부르크, 그 이름(‘글라트 위의 다리’)에서 알 수 있듯이 원래는 정착지였던 것이 아니라 어느 정도 중요한 통로였다. 그러나 그 이름은 나중에 왼쪽 강둑의 다리 근처에 세워진 대장간과 방앗간에도 사용되었으며, 원형은 결국 또 다른 정착지로 발전했다.
헬베티아 공화국(1798-1803) 동안 전체 정치 질서가 변경되었을 때, 옵피콘은 바서스도르프 지역에 속한 클로텐 지자체의 일부가 되었다. 글라트 반대편에 있는 오버후젠은 레겐스도르프구에 속한 제바흐 코무네에 귀속되었다.
나폴레옹의 중재법(1803년 2월 19일) 이후 취리히주의 행정이 다시 재배치되었고, 오피콘과 오버후젠은 오피콘이라는 코무네로 통합되었으며, 이 코누네는 현재 새로 형성된 뷜라흐구에 속해 있다. 나폴레옹 시대가 끝난 후 복원 과정에서, 1815년에 설립된 두 시민 공동체 옵피콘과 오버후젠(글라트부르크와 함께)으로 구성된 옵피콘 코무네는 엠브라흐의 주요 지역(오버암트)의 일부가 되었다. 1831년, 새로 설립된 주 헌법의 결과로 수도를 뷜라흐로 변경했다. 1918년에 두 개의 시민 공동체가 이미 존재하는 옵피콘의 정치 공동체에서 병합되었다.
이전 촌락 글라트부르크의 중요성이 커지면서 오버후젠이라는 이름은 더 오래 사용되지 않았으며, 지자체는 이제 옵피콘 땅의 일부로 구별하기 위해 전체적으로 옵피콘-글라트부르크라고 불린다.

## 인구통계
2020년 12월 31일 기준, 옵피콘의 인구는 20,954명이다. 2007년 기준으로 전체 인구의 41.5%가 외국인이다. 지난 10년 동안 인구는 21.1%의 비율로 증가했다. 2000년 기준, 인구 대부분인 72.5%가 독일어를 사용하며, 이탈리아어가 두 번째로 많이 사용(5.5%)되고, 세르비아-크로아티아어가 세 번째(3.1%)이다.
인구의 연령분포(2000년 기준)는 아동·청소년(0~19세)이 전체 인구의 18.6%, 성인(20~64세)이 68.1%, 노인(64세 이상)이 13.4%를 차지한다. 옵피콘에서는 인구의 약 64.4%(25-64세)가 비필수 고등교육 또는 추가 고등교육(대학 또는 응용학문대학)을 완료했다.
역사적 인구는 다음 표에 나와 있다.
| 년도 | 인구   |
| ---- | ------ |
| 1467 | 7 가구 |
| 1634 | 26a    |
| 1850 | 611    |
| 1900 | 706    |
| 1950 | 2,613  |
| 1970 | 11,115 |
| 2000 | 12,062 |

^a  1634년에 오버하우젠은 9가구가 있었다.

## 경제

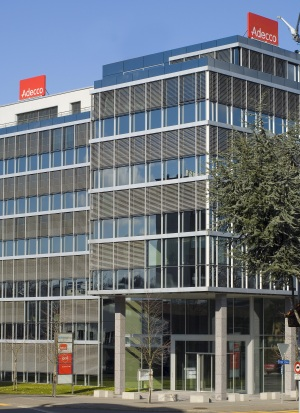
아데코 본사, 오피콘

도심과 취리히 공항 사이의 유리한 위치 덕분에 여러 대기업의 본사가 옵피콘에 있다. 아데코(Adecco)는 세계 최대의 인사 서비스 제공업체 중 하나이자 동시에 지구상에서 가장 큰 고용주 중 하나이다. 스위스포트(Swissport)는 세계 최대 항공사 및 공항 서비스 회사이다. 호텔플랜(Hotelplan)은 스위스에서 두 번째로 큰 여행사이며, 자회사 인터홈(Interhome)은 31개국에 약 50,000개의 휴가용 주택과 아파트를 제공한다. 누앙스 그룹(Nuance Group)은 20개국 60개 공항에서 400개 매장을 운영하고 있다. 트리바디스(Trivadis)는 스위스, 독일, 오스트리아 및 덴마크의 14개 지역에 700명의 직원을 둔 독립 IT 서비스 회사이다. VBG 교통회사 글라탈 AG는 MVU(시장 책임회사)로서 ZVV(취리히 운송협회)를 대신하여 글라트탈 및 푸르탈 지역과 에프레티콘/볼케츠빌 지역에서 대중교통을 운영한다. 여기에 몬델레즈 유럽, 캐딜락 유럽, 스위스 항공사 지멕스가 합류했다.
에어 베를린(Air Berlin)의 자회사인 벨항공(Belair Airlines)는 글라트부르크에 본사를 두고 있다. 또한 스위스포트(Swissport), 게르마니아 플루크(Germania Flug),  및 치멕스 항공(Zimex Aviation)은 글라트부르크에 본사를 두고 있다.
크라프트 푸드 유럽(Kraft Foods Europe)은 옵피콘의 글라트파크에 본사를 두고 있다.  중화항공은 한때 글라트부르크에서 스위스 지사를 운영했다.
옵피콘의 실업률은 4.63%이다. 2005년 기준으로 1차 경제 부문에 80명이 고용되어 있고, 이 부문에 약 13개 기업이 관여하고 있다. 1510명이 2차 부문에 고용되어 있고, 이 부문에 121개의 기업이 있다. 14,456명이 3차 부문에 고용되어 있으며, 이 부문에는 752개의 기업이 있다.

## 교육
공립학교인 슐레(Schule) 옵피콘은 글라트부르크의 레텐비젠(Lättenwiesen), 오버하우젠(Oberhausen), 메틀렌(Mettlen) 및 할덴(Halden) 캠퍼스에 수업이 있다. 음악학교(Musikschule)가 글라트부르크에 있다.

## 교통

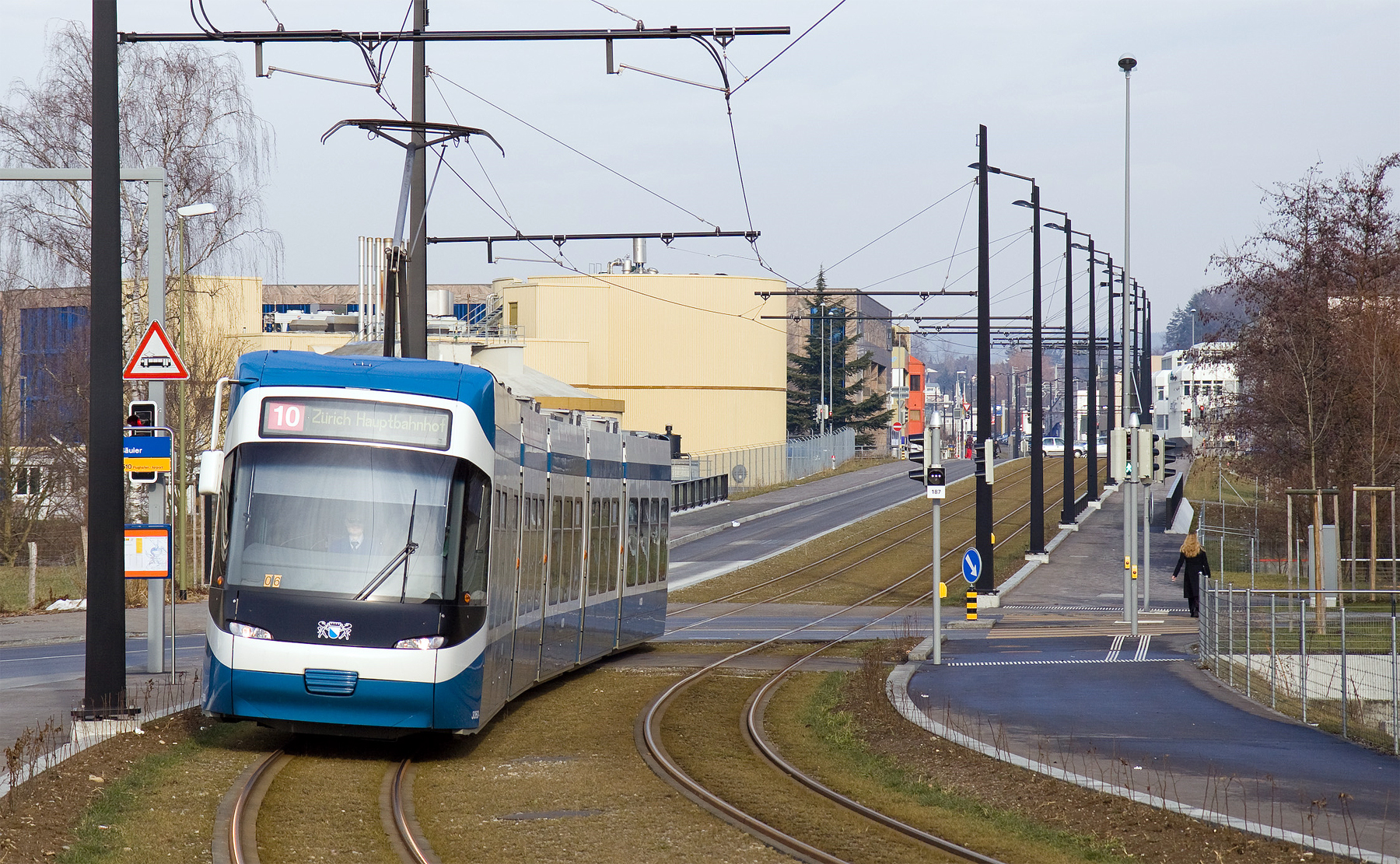
옵피콘이 슈타트반 글라탈

옵피콘에는 서로 다른 노선에 있지만, 불과 250m 떨어진 두 개의 기차역인 글라트부르크역과 옵피콘역이 있다. 옵피콘은 취리히 S-반 노선 S7에서 운행되며 글라트부르크는 S-반 노선 S9 및 S15에서 운행된다. 옵피콘역은 취리히 중앙역에서 S반으로 11분 거리에 있다.
옵피콘은 또한 취리히 트램 시스템과 상호 작용하는 경전철 시스템인 슈타트반 글라탈에 의해 제공되며 시정촌에 여러 정거장이 있다. 루트 10과 12는 취리히 공항에서 각각 취리히 중앙역과 슈테트바흐역으로 가는 길에 글라트부르크역을 통해 시정촌을 가로지른다. 11 번 국도는 취리히 중심부에서 인근 지역 발리젤렌의 아우첼크까지 여행하는 동안 지자체의 남쪽 경계를 따라 이어진다.

## 어원
옵피콘은 장소 이름 접미사 -(i)kon/-(i)ken으로 형성되었으며, 이는 취리히, 아르고비아 및 루체른주의 지역에 널리 퍼져 있고, 접미사 -ing-에서 병합되었다. 언급된 것의 ") 및 위치 로 사용되는 복수형의 hof(‘토지’)라는 단어. 이 기원은 -(i)kofen으로 끝나는 동족 지명에서 더욱 분명하며, 베른, 졸로투른, 투르고피아에서도 자주 발생한다. 이 지층의 지명은 7~8세기로 거슬러 올라간다. 이름의 첫 부분은 의인화된 *Opfo로 거슬러 올라간다. 그러나 그 자체는 기록에 없고 Otfried와 같은 이름의 짧은 형태 또는 이와 유사한 것으로 간주되거나 추정되는 어간 *upp의 형성으로 간주된다. -, OHG *opf-/upf- 로 발전했을 서게르만어로 이름을 형성한다.
이름(Obtinchofa/Obfinchoven)의 가장 오래된 확실한 증거는 1153년으로 거슬러 올라간다. 744년의 문서에서의 초기 기록 Ubinchova에서 비롯되었다는 사실은 의심스럽다.